# Chiesa di Ognissanti (Ospedaletto)
La chiesa di Ognissanti, (in friulano Glêsie di ducj i Sants), è un piccolo edificio storico religioso situato a Ospedaletto, nel Comune di Gemona del Friuli, in provincia ed arcidiocesi di Udine.
Il suo aspetto attuale è il frutto della ricostruzione filologica del fabbricato a seguito della completa distruzione causata dal terremoto del Friuli 1976.

## Storia

### Contesto storico
Nel secolo XIII, a nord del nucleo abitativo di Ospedaletto, vengono create la Roggia dei Molini con la realizzazione della presa dalle acque del Tagliamento e la strada che la costeggia. Questi lavori danno origine ad una secca del fiume che rende disponibili dei terreni utili ad essere edificati. La chiesa di Ognissanti nasce dal contesto di concessioni di tali appezzamenti, resesi necessarie per l'espansione del borgo.
La sua titolarità è facilmente riconducibile alla "Fiera di Ognissanti" che si celebrava nelle vicinanze con straordinario richiamo di gente.

### La fondazione ed il periodo medioevale
Il 17 marzo 1392 un certo Pietro da Segne (o Segna), uomo pio ed eremita che dimorava nel vicino Ospedale di Santo Spirito, fa richiesta al Comune di Gemona per l'assegnazione di una porzione di terreno sulla strada in costruzione, con l’intento di edificarvi una chiesa al fine di soddisfare un voto.
Costui è citato nei documenti dell'epoca a volte come ”Ser” (denotando una certa agiatezza economica) a volte come ”Frate” (ad indicare una vicinanza agli ambienti ecclesiastici, avendo un figlio monaco Benedettino).
Il Comune si attiva per valutare la richiesta mandando, il 17 maggio 1392, quattro persone di fiducia (”Boni viri”) addetti a tale verifica.
Non ricevendo risposta, nell'ottobre dell'anno successivo, la richiesta viene reiterata.
Questa volta vengono inviati otto ”Boni viri” per decidere quale sarà il terreno da concedere.
Nel 1394, ricevuta la concessione, inizia la costruzione della chiesa.
Nel 1401 Il Comune ne permette l'ampliamento a Ser Pietro e a suo figlio Frate Giacomo fino al margine del terrapieno (”usque ad ripam fossati”).
L'edificio è destinato a diventare per lunghissimo periodo fonte di scontro fra la Magnifica comunità di Gemona ed il Priorato di Santo Spirito di Ospedaletto, già in conflitto per motivi economici legati ai possedimenti di quest'ultimo.
Documenti del 1394 attestano agevolazioni alla costruzione da parte del Comune mediante fornitura di pietre e calce, quest'ultima proveniente dalla fornace gestita dal Priorato, il quale viene obbligato a dare a credito il materiale occorrente alla costruzione dell'edificio alla metà del prezzo richiesto ai forestieri (da cui si deduce il fatto che i committenti non fossero originari del luogo).
Da questo e da altri documenti già si evince un primo attrito fra l'istituzione del Priorato ed i promotori dell'opera.
Il conflitto aumenta nell'anno 1401 (o 1402) quando Pietro e Giacomo da Segne chiedono un terreno da destinare alla coltivazione di vite ed olivi.
Il Priore Frate Simone Micussio (o Micossi / Micosso) si oppone alla richiesta motivando il fatto che tale appezzamento fosse di ragione dell'Ospedale.
Tale disputa avrà termine solo nel 1407 quando Giacomo, divenuto rettore della chiesa di Ognissanti, rinuncerà ad ogni pretesa su tale proprietà.
Lo scontro vede la popolazione di Ospedaletto prendere le parti del Priorato.
Gli archivi riferiscono un episodio in cui un abitante del paese si reca al convento di Sant'Antonio per malmenare un superiore di Frate Giacomo.
Le richieste dei frati Benedettini si spingono poi alla concessione di terreni per la costruzione di un monastero dell'ordine nei pressi del sacello.
I contrasti che sorgono fra i patrocinatori Pietro e Giacomo da Segne ed un altro religioso ricordato come Frate Giovanni, faranno in modo che il convento non venga mai realizzato.
Nel frattempo, già dai primi anni del '400 si hanno notizie di forti legami fra le chiese di Ognissanti ed il convento di Sant'Agnese. Il rettore delle due istituzioni pare essere proprio lo stesso Frate Giacomo, ”Benedettino rettore del convento di Sant'Agnese 1410-1420”.
L'obbligo del rettore era quello di celebrare o far celebrare una messa ogni settimana, il canto dei vespri nelle ricorrenze del primo novembre e del giorno della dedicazione della chiesa.
Alla morte dell'allora rettore Frate Giacomo da Segne, avvenuta nel 1418, il padre Pietro decide di donare la chiesa, i terreni di pertinenza ed il diritto di giuspatronato al Comune di Gemona il quale assegna ad un prete (Giovanni Gibilino o Gibilivi) il rettorato della chiesa e delle proprietà.

### Notizie dei secoli XVI - XVIII
Nel 23 settembre 1527, Daniele de Rubeis, Vescovo di Caorle alle dipendenze del Patriarca di Aquileia Marino Grimani, consacra la chiesa.
Nel 1532 il pievano di Gemona Pier Alessandro Coda è documentato anche come vicario di Enemonzo e rettore d’Ognissanti d’Ospedaletto.
Il 2 gennaio 1594, in occasione della sua visita pastorale, il Patriarca Francesco Barbaro, decreta che siano eseguiti dei lavori di ripulitura e restauro delle pitture sulle pareti della chiesetta ”Quae sunt in sacello hoc mundentur et instaurentur coloribus”;
sia demolito il capitello votivo eretto dai devoti a ridosso; il piccolo cimitero adiacente venga recintato tramite un muro e la porta munita di inferriate per impedire l’accesso agli animali.
Nel secolo XVII, le rendite della chiesa provenivano dalle offerte da fedeli e dagli affitti di una casa con annesso terreno adiacente all'edificio di culto (sei ducati), e mezza fattoria in località Vergnacco (tre staia di frumento, uno di mele e vino).
Nel 1694 Pre Valerio Pancrazi ottiene il permesso di aprire una porta sul lato meridionale dell'edificio.

### Le controversie del ‘900

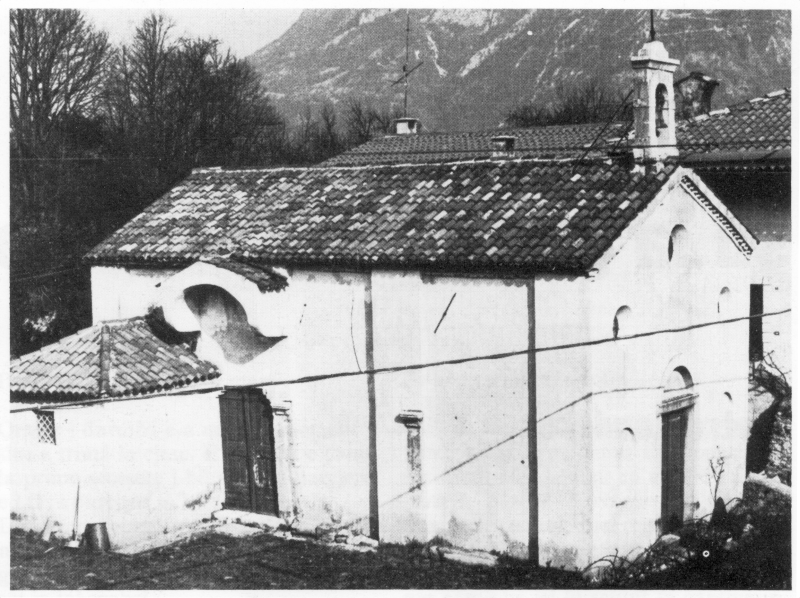
Chiesa di Ognissanti prima del sisma del 1976

Nel 1814 viene costruita la vela campanaria.
Nel 1883 Il Comune passa gli oneri della rettoria al Consorzio dei Cappellani di Gemona che provvedono nel 1907 e nel 1915 ad effettuare le manutenzioni straordinarie necessarie.
Nel luglio 1922 l'arcivescovo Rossi definisce e amplia i confini della parrocchia di Ospedaletto, ripristinata nel 1914 dopo quasi un secolo e mezzo dalla sua soppressione avvenuta nel 1793.
Il decreto, che andava ad integrare quello precedente del 6 agosto 1917, riporta la dicitura ”comprese nell’ambito territoriale” in riferimento alle due chiesette di Ognissanti e di Sant’Agnese.
Questa decisione scatena un vero e proprio conflitto durato una decina d’anni e che vede fronteggiarsi, da un lato la parrocchia di Ospedaletto e dall’altro il Consorzio dei Cappellani di Gemona che fino ad allora aveva gestito le rendite collegate ai due edifici di culto.
La controversia, formalmente su chi avesse diritto di celebrare la messa nelle suddette chiese, si trascina con vari ribaltamenti di sentenza coinvolgendo il Tribunale ecclesiastico della Sacra Rota.
La sentenza definitiva del Supremo tribunale della Segnatura Apostolica arriva solo nel 1940.
Essa sancisce di fatto che la proprietà delle due chiesette sia riferibile al Consorzio e che la chiesa di Ognissanti, seppur di fatto di proprietà del Consorzio, faccia oramai parte del territorio della parrocchia di Ospedaletto e che non abbia alcun senso, vista l'assenza da almeno 50 anni di un cappellano preposto, impedire al parroco di Ospedaletto di celebrarvi messa.

### Sisma del 1976 e ricostruzione

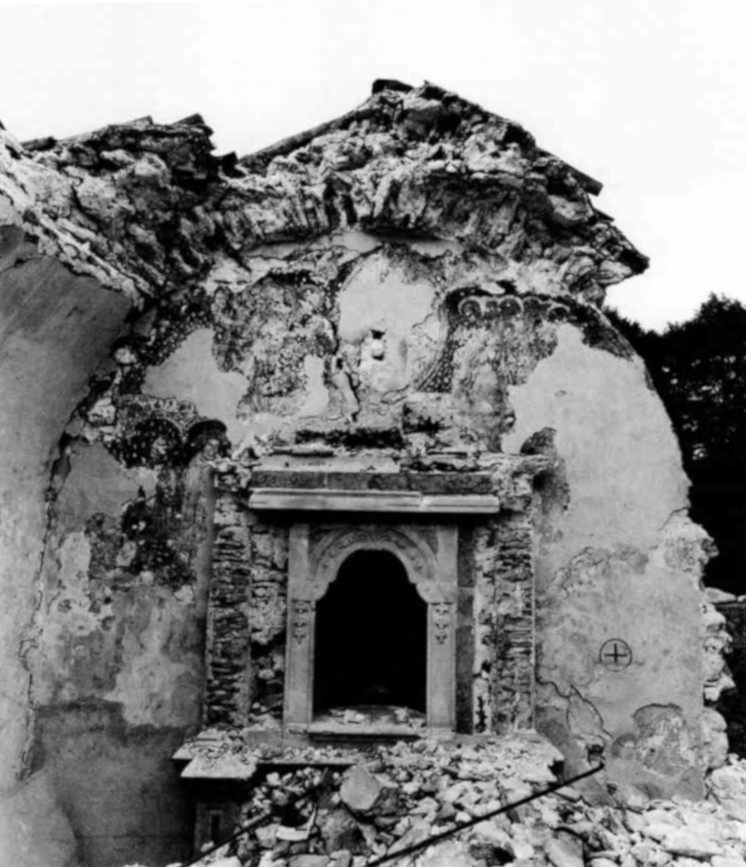
Chiesa di Ognissanti dopo il terremoto

Le scosse di terremoto del Friuli del maggio e settembre 1976 provocano il collasso totale della volta a botte e della parete destra fino ad una altezza di circa 150 cm dal pavimento.
I crolli hanno permesso di riportare alla luce gli affreschi risalenti al XIV e al XV secolo, di cui si era persa memoria in quanto completamente ricoperti da uno strato di calce bianca, presumibilmente applicata come disinfettante a seguito di una delle epidemie di peste XVI secolo.
Negli anni sessanta la Sovrintendenza alle gallerie e musei della regione Friuli-Venezia Giulia, aveva eseguito alcuni interventi di restauro, durante i quali si è accertata la presenza di tali opere riportando alla luce una parte di pittura, ora andata perduta, raffigurante due mezze figure femminili.
La missione di recupero e restauro delle pitture si svolge durante gli anni 1977-1980.
L’edificio viene ricostruito con rigore filologico tra il 1985 e il 1986.

## Esterno
La chiesa sorge su un piccolo ripiano sopraelevato di sei gradini rispetto al livello stradale, la cui parte non occupata dall'edificio è stata anticamente sede di un cimitero.
Orientata secondo l'asse est-ovest, è a pianta rettangolare.
A seguito della ricostruzione del XX secolo, l’intonacatura esterna è stata rimossa, evidenziando la muratura in pietrame faccia a vista.

### Facciata
Facciata a capanna, sul colmo della quale è stata aggiunta la piccola monofora del campanile a vela in epoca successiva alla fondazione.
Superiormente si aprono tre occhi disposti a triangolo e inferiormente un portale architravato, sormontato da una lunetta con arco a tutto sesto in mattoni ed affiancato da due nicchie cieche, anch’esse con arco a volta, originariamente con affrescchi di cui, prima del crollo del 1976 erano ancora visibili le tracce. Il tetto è privo di linda, con dentelli sotto gronda a correre.
L’anonimo portale principale in cemento, è stato sostituito da stipiti in pietra rossa dopo la ricostruzione.
Contrariamente ad un canone generalmente osservato, la chiesa è rivolta a levante, lato che affaccia il tracciato dell'antica strada romana.

### Fianco meridionale
Sul lato meridionale da cui sporgono due pilastri, si protende la piccola sacristia, e si apre la porta laterale aggiunta nel secolo XVII, stipiti e architrave in pietra, con tettuccio pensile.
Su alcune mensole applicate a questa parete, sono stati disposti dei capitelli e frammenti di colonna in pietra rossa di Sant’Agnese, probabili resti della edicola votiva fatta demolire dal patriarca Barbaro alla fine del XVI secolo.

## Interno

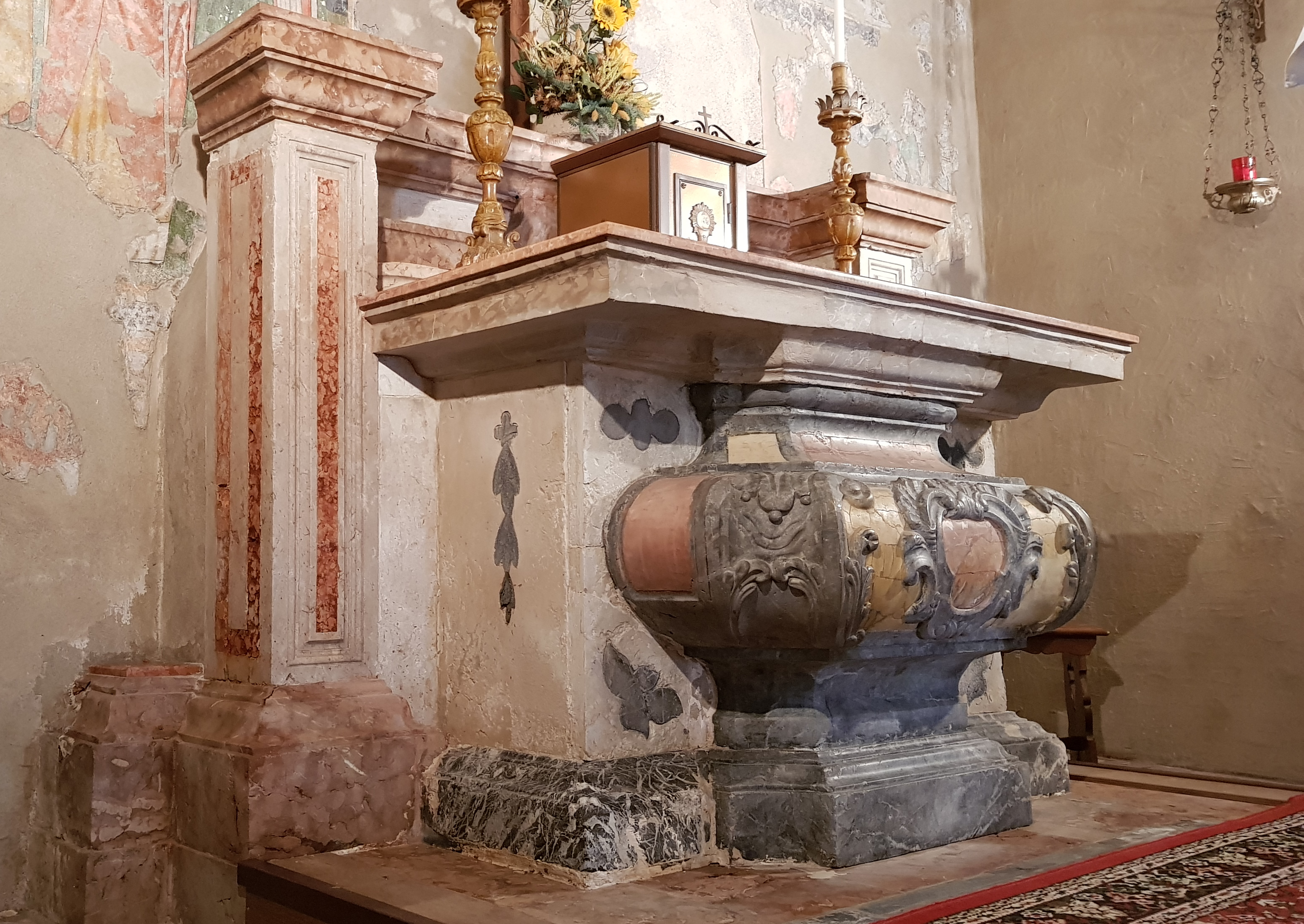
Altare XVIII sec.

L’interno è ad aula unica che, con soluzione architettonica abbastanza inusuale, non è distinta dal presbiterio.
Di dimensioni contenute (945x425 cm), ha pianta rettangolare senza abside né coro. La volta è a botte.
Sulla parete di fondo si trova l’altare in marmo policromo ad intarsi del XVIII secolo.
Prima del crollo del 1976 è documentata l’esistenza di tre acquasantiere in pietra, non più presenti, rispettivamente sulla porta principale, recante la data 1654, sulla porta meridionale ed una sulla porta della sacristia, in stile barocco con incisa la sigla C.P.S.P.
Il pavimento è in mattoni con inserti in pietra.

### Gli affreschi
La distruzione dell’edificio causata dal terremoto del 1976 ha fatto riemergere le più vaste (e fra le più importanti) superfici di affreschi scoperte a seguito del cataclisma in tutta la regione. In totale si sono riportati alla luce circa 60 m² di pitture, in parte venute alla luce spontaneamente e in parte recuperate dall’Istituto Centrale del Restauro.
Si tratta di tre strati che ricoprivano quasi interamente le pareti, sovrapposti in epoche ravvicinate, che vanno dagli anni della costruzione (1394) fino alla seconda metà del XV secolo.
Oltre alle lacune dovute alla talvolta completa distruzione dei supporti, si notano anche le numerose spicchettature delle superfici effettuate per far aderire gli strati successivi.
Dopo il recupero, le opere sono state ricollocate alle pareti, in parte su pannelli di vetroresina.

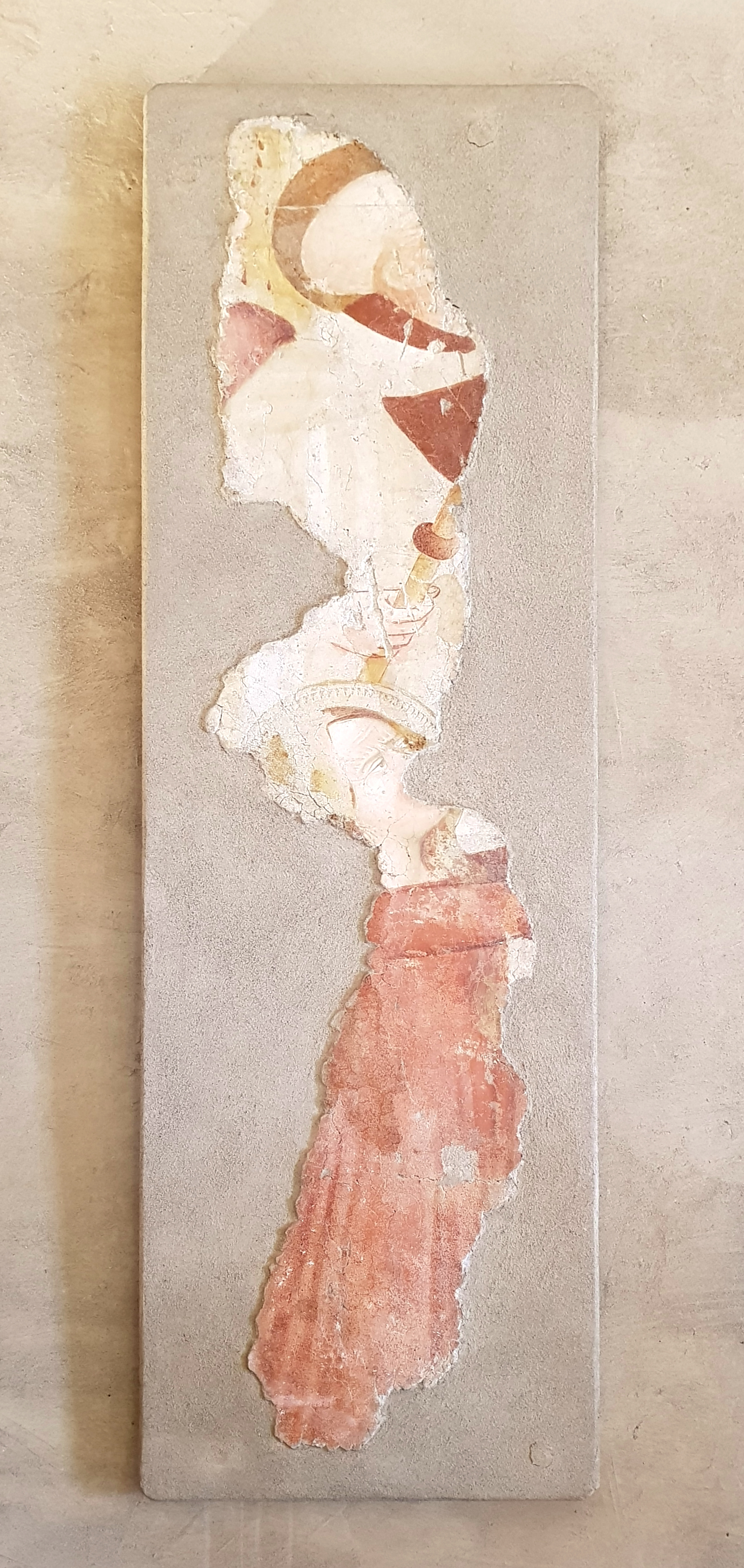
Maddalena ai piedi della Croce

Al primo strato, coevo alla costruzione dell’edificio (1394) o di poco posteriore al suo ampliamento del 1401, appartiene il lacerto di pregevole fattura, raffigurante Maddalena ai piedi della Croce proveniente dalla parete di fondo, parte di una Crocifissione di notevoli dimensioni. Si nota la mano di un armigero impugnante una lancia, la cui figura è andata persa.
I pochi frammenti superstiti sono stati attribuiti ad un artista che denota influenze della pittura veneta, toscana ed emiliana dell’epoca.
Lo strato intermedio, risalente alla fine del secolo XIV o all’inizio del XV, è quello di cui si sono potute recuperare le parti più consistenti. Questo ciclo si articola su tre registri che corrono lungo le pareti laterali e di fondo.
Di particolare interesse è l’iconografia delle opere di quest’ultima parte.
Entro la lunetta superiore, sormontato da due angeli, vi è raffigurato il Cristo entro la mandorla mistica iridata, seduto sull’arcobaleno in posizione frontale e solenne, con veste bianca e oro e sulle cui mani sono visibili i segni della crocifissione.
Dalla sua bocca fuoriescono due spade infuocate – simbolismo assai raro – e riferimento alla spada a doppio taglio di cui si parla nel Vangelo secondo Giovanni: Apocalisse 1, 16Ebrei 4, 12)

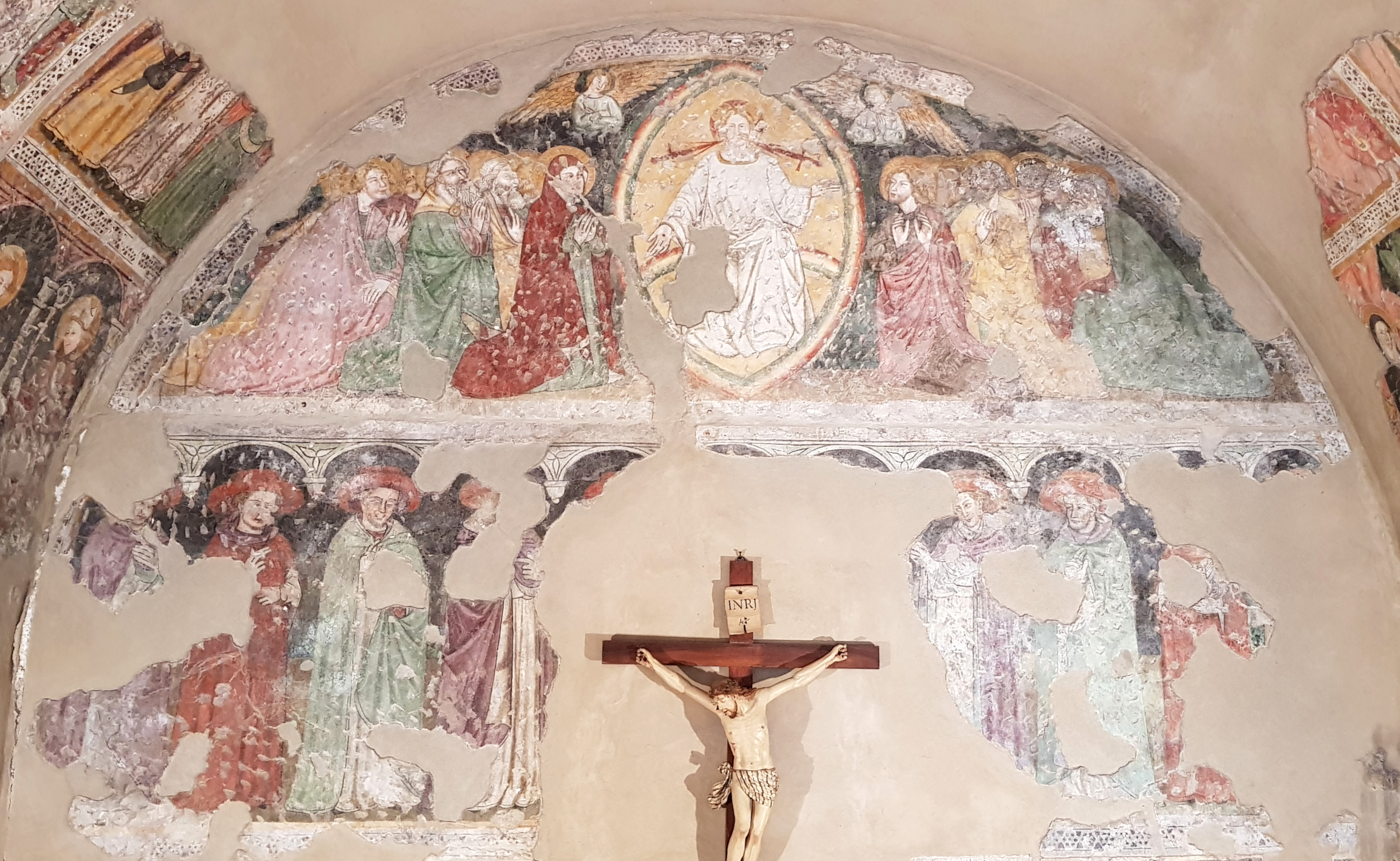
Cristo Apocalittico

La singolarità di questa rappresentazione del Cristo è data anche dal fatto che in essa convivono più iconografie: quella apocalittica (Le spade, la veste bianca, la mandorla), e quella evangelica (i segni dei chiodi). Inoltre il contesto è quello di un semplificato giudizio universale. Infatti, il Salvatore è attorniato dal tema della Deesis ovvero l’intercessione verso l’umanità da parte della Vergine e del Battista.
Nel registro inferiore si vedono due teorie di Cardinali e Vescovi nell’atto di impartire la benedizione e di reggere il pastorale, quelli di destra, la croce astile quelli di sinistra.
Nell’impostazione della volta a botte, sulla parete di sinistra, sono ritratte le figure di Sant’Antonio e di San Michele, Cristo sul Monte degli Ulivi, la Lavanda dei piedi, l’Ultima Cena e due Santi (Santa con una freccia in mano e un Santo Vescovo).
Sulla parete di destra nel registro superiore sono rappresentati: Le tre Marie con l’Angelo al sepolcro e la Resurrezione di Lazzaro, in quello inferiore la Fuga in Egitto, il Miracolo della palma (ispirato ai Vangeli apocrifi), la Circoncisione di Gesù e l’Adorazione dei Magi.
nel registro in alto parti di figure difficilmente identificabili.
Questo ciclo pittorico, per lo stile e per le tematiche, viene messo in relazione a quello della chiesetta di Santa Maria in Vineis di Strassoldo.

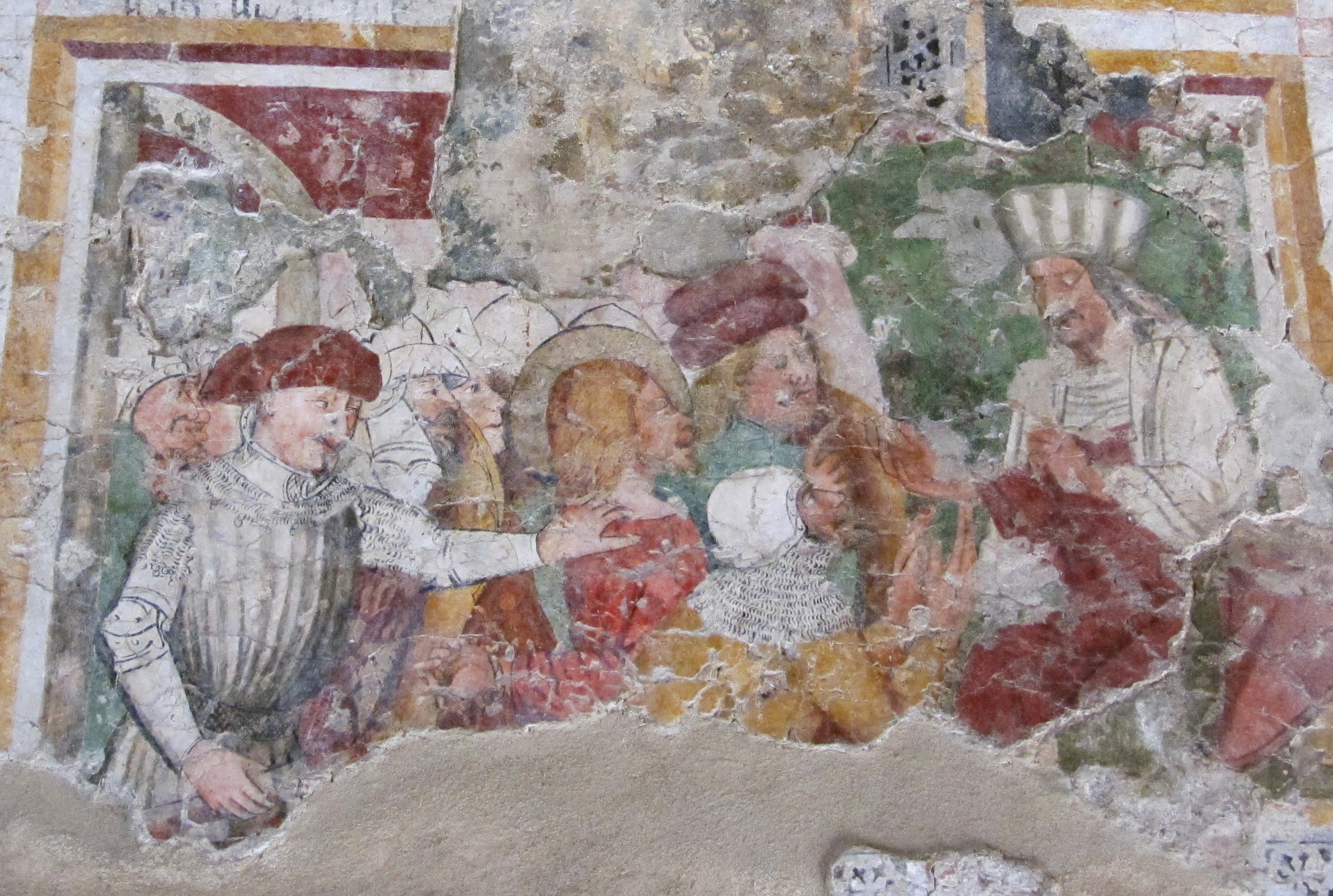
Cristo davanti a Caifa

Allo strato più recente, risalente alla seconda metà del secolo XV, appartiene il lacerto raffigurante Cristo davanti a Caifa, ora sulla parete sinistra dell’aula e il frammento raffigurante le Nozze di Cana su pannello appeso a destra.

### Esplicative
1. ↑  il 28 luglio 1419, in pertinenze di Gemona, nella chiesa di Ognissanti si attestava: "[…] quando il devoto eremita Pietro da Segna abitante nelle pertinenze di Gemona avendo donato al fu fra Giacomo di lui figlio tutto quello che aveva sul terreno a lui donato dal Comune di Gemona, ora dona tutto ciò al Comune di Gemona, nonché il giuspatronato della Chiesa di Ognissanti da lui e da suo figlio edificata"
2. ↑  Il Nel 1923 Giuseppe Vale ha ipotizzato la presenza di dipinti. Di seguito, lo storico Giuseppe Marchetti suppone l'esistenza delle pitture e scrive: "[…] ed è assai probabile che sotto gli scialbi o gli intonaci posteriori, esse esistano tuttora".

### Bibliografiche
1. ↑  Vale, 1923.
2. ↑  Marchetti, 1958, p. 80.
3. ↑  Venuti, 2011, p. 373.
4. 1 2  Balestrini Merluzzi, 1989, p. 46.
5. 1 2  Clonfero, 1975, p. 208.
6. 1 2 3  Venuti, 2011, p. 374.
7. 1 2 3  Londero, 1976, p. 16.
8. ↑  Londero, 1985, p. 32.
9. 1 2  Davide, 2013, p. 99.
10. ↑  Baldissera, 1976, p. 36.
11. ↑  Davide, 2013, p. 100.
12. 1 2 3  Venuti, 2011, p. 375.
13. ↑  Bini.
14. 1 2 3 4  Stefanutti, 1986, p. 96.
15. 1 2  Marchetti, 1958, p. 81.
16. ↑  Londero, 1985, p. 36.
17. 1 2  Londero, 1976, p. 17.
18. ↑  Casadio, 1986, p. 54.
19. 1 2 3  Clonfero, 1994, p. 96.
20. ↑   Baldissera 1887 p. 345.
21. ↑  Menis, 1984.
22. ↑   Apocalisse 1, 16, su La Parola - La Sacra Bibbia in italiano in Internet.
23. ↑   Ebrei 4, 12, su La Parola - La Sacra Bibbia in italiano in Internet.
24. ↑  Casadio Cordaro, 1983.